# Thomas Sørensen
Thomas Løvendahl Sørensen (Fredericia, Dinamarca, 12 de junio de 1976) es un exfutbolista danés. Su último club fue el Melbourne City FC.
Sørensen inició su carrera jugando en el club danés Odense BK, y dio el salto a la Premier League de Inglaterra en 1998 fichando con el Sunderland A.F.C.. Desde esa fecha ha permanecido en el fútbol inglés habiendo jugado más de 400 partidos con el Sunderland, el Aston Villa F.C. y su club actual, el Stoke City.
Fue convocado a la selección mayor de Dinamarca en 1999 y luego del retiro del legendario Peter Schmeichel ha sido una de las primeras opciones en el arco para la selección danesa. Sørensen ha jugado en la Copa Mundial de fútbol de 2002, la Euro 2004 y la Copa Mundial de fútbol 2010.

## Trayectoria

### Juvenil
Sørensen comenzó jugando como juvenil en dos clubes locales de Federicia, Erritsø y Assens. Para 1993, Sørensen llamó la atención del club profesional Odense BK de la Superliga Danesa y se unió a su equipo juvenil

### Odense BK
Poco tiempo después de haberse unido a las juveniles del Odense BK, Sørensen logró dar su salto al profesionalismo ese mismo año, pero permaneció en la banca durante toda la temporada como el reemplazo del experimentado portero Lars Høgh. Durante la temporada 1995-96 fue enviado en calidad de préstamo al Vejle y debutó en la primera división en marzo de 1996. Luego de ser titular en una seguidilla de partidos, un par de malas actuaciones y una lesión en el brazo lo mantuvieron fuera de la cancha hasta el final de su contrato con Vejle. Al retornar a Odense en 1997, fue enviado nuevamente a prueba, esta vez al FC Svendborg. Allí jugó toda la temporada 1997-98.

### Sunderland
Durante el verano de 1998 Sørensen fichó con el Sunderland, que en ese entonces jugaba en la segunda división de Inglaterra. Pese a apenas ser conocido afuera de Dinamarca y llegar a reemplazar a Lionel Pérez, uno de los favoritos de la hinchada, Sørensen logró romper el récord del club de vallas imbatidas en su primera temporada y ayudó al equipo a ganar el título de la liga y la promoción a la Premier League.
Sørensen se estableció como el portero titular del club en su primera temporada en la Premier League y con grandes actuaciones ayudó al Sunderland a alcanzar el 7.º lugar de la clasificación en sus primeras dos temporadas en el más alto nivel en Inglaterra. Desafortunadamente, Sørensen se lesionó al inicio de la temporada 2002-03 y sólo pudo jugar la mitad de la misma. A esto se sumaron varios otros problemas en el club que los llevaron finalmente al descenso ese año.
Para el 2003, el técnico que fichó a Sørensen, Peter Reid, fue despedido y debido a las dificultades económicas del club, el portero danés fue vendido al Aston Villa por aproximadamente  £2 millones.

### Aston Villa
Sørensen mantuvo su reputación como un portero sólido en el Villa y fue titular durante sus primeros tres años con el club, tanto bajo David O'Leary como Martin O'Neill. Sufrió una lesión de rodilla en la temporada 2006-2007, pero aun así jugó 29 partidos en ese periodo.
A principios de la temporada 2007-08 Sørensen perdió su puesto de titular luego de sufrir otra lesión en la pretemporada. Aston Villa decidió traer en calidad de préstamo al portero del Liverpool, Scott Carson, y éste se convirtió en titular. Esto llevó a Sørensen a expresar su frustración con la situación y abiertamente indicar que quería marcharse del club de Birmingham. Para el final de la temporada 2007-08 Sørensen dejó el club una vez que había terminado su contrato.

### Stoke City
El 28 de julio de 2008 Sørensen se unió en calidad de prueba al recientemente ascendido Stoke City y tan sólo tres días después de esto firmó un contrato con el club por tres años. Rápidamente, el portero danés se convirtió en la primera opción bajo los palos y ha firmado la extensión de su contrato en dos ocasiones, primero en 2010 y luego en diciembre de 2011, extendiendo su contrato hasta 2014.

## Selección de Dinamarca
Sørensen debutó con la selección sub-19 de Dinamarca en 1993 y debutó con la selección sub-21 a sus 17 años en septiembre de ese mismo año. Hasta que cumplió 21 años, Sorensen jugó 24 partidos con la sub-21.
Hizo su debut oficial con la selección mayor en noviembre de 1999, reemplazando al legendario Peter Schmeichel luego de que este se lesionara. Para la Euro 2000 fue parte del equipo que viajó al torneo, detrás de Peter Schmeichel, quién se encontraba al final de su carrera. Durante la fase clasificatoria de la Copa Mundial de fútbol de 2002 se convirtió en el arquero titular de la selección, ayudando a Dinamarca a alcanzar la clasificación. En el torneo final tuvo buenas presentaciones en la fase de grupos, ayudando a Dinamarca a ganar su grupo y enfrentarse a Inglaterra en los octavos de final, donde finalmente cayeron 3-0, quedando fuera del torneo.
Sørensen volvió a jugar otro torneo importante con Dinamarca en 2004, la Euro en Portugal. Brilló en la fase de grupos, incluso siendo nombrado jugador del partido en dos ocasiones, pero Dinamarca volvió a caer en la fase siguiente al igual que en la Copa del Mundo de 2002, 3-0 contra la República Checa en los cuartos de final.
Dinamarca logró clasificar nuevamente a la Copa Mundial de fútbol en 2010, pese a perder a Sørensen por lesión para los últimos tres partidos de la fase clasificatoria. Sørensen volvió a lesionarse jugando con Stoke City semanas antes del torneo final, pero finalmente llegó a jugar los tres partidos de su selección en Sudáfrica.